# Lista siturilor arheologice din județul Bacău - P
Lista siturilor arheologice din județul Bacău - P conține toate siturile arheologice din județul Bacău înscrise în Repertoriul Arheologic Național (RAN) și aflate în localități al căror nume începe cu litera P. RAN este administrat de Ministerul Culturii și Patrimoniului Național și cuprinde date științifice, cartografice, topografice, imagini și planuri, precum și orice alte informații privitoare la zonele cu potențial arheologic, studiate sau nu, încă existente sau dispărute.
Puteți căuta un sit din localitățile care încep cu litera P folosind formularul de mai jos sau puteți naviga prin toate siturile din județ la Lista siturilor arheologice din județul Bacău.
| Cod RAN                               | Denumire | Localitate                    | Adresă               | Datare                                 | Descoperit | Coordonate                                    | Imagine           | Erori            |
| ------------------------------------- | --- | ----------------------------- | -------------------- | -------------------------------------- | ---------- | --------------------------------------------- | ----------------- | ---------------- |
| 24640.01.01 (Cod LMI: BC-I-s-A-00738) | Situl arheologic de la Poduri - "Dealul Ghindarului" / ansamblu anonim (Categorie: locuire civilă) (Tip: Tell)                           | sat Poduri, comuna Poduri     | Dealul Ghindarului   | Cucuteni                               | 1979       | 45°29′00″N 26°30′02″E / 45.48333°N 26.50056°E | Încărcați imagine | Raportați eroare |
| 24640.01.02 (Cod LMI: BC-I-s-A-00738) | Situl arheologic de la Poduri - "Dealul Ghindarului" / ansamblu anonim (Categorie: locuire civilă) (Tip: așezare)                        | sat Poduri, comuna Poduri     | Dealul Ghindarului   | Costișa                                | 1979       | 45°29′00″N 26°30′02″E / 45.48333°N 26.50056°E | Încărcați imagine | Raportați eroare |
| 24640.01.03 (Cod LMI: BC-I-s-A-00738) | Situl arheologic de la Poduri - "Dealul Ghindarului" / ansamblu anonim (Categorie: locuire civilă) (Tip: Groapă rituală)                 | sat Poduri, comuna Poduri     | Dealul Ghindarului   | dacilor liberi sec. II - III           | 1979       | 45°29′00″N 26°30′02″E / 45.48333°N 26.50056°E | Încărcați imagine | Raportați eroare |
| 24640.01.04 (Cod LMI: BC-I-s-A-00738) | Situl arheologic de la Poduri - "Dealul Ghindarului" / ansamblu anonim (Categorie: locuire civilă) (Tip: Așezare)                        | sat Poduri, comuna Poduri     | Dealul Ghindarului   | Precucuteni                            | 1979       | 45°29′00″N 26°30′02″E / 45.48333°N 26.50056°E | Încărcați imagine | Raportați eroare |
| 24640.01.05 (Cod LMI: BC-I-s-A-00738) | Situl arheologic de la Poduri - "Dealul Ghindarului" / ansamblu anonim (Categorie: locuire civilă) (Tip: Mormânt)                        | sat Poduri, comuna Poduri     | Dealul Ghindarului   | Costișa                                | 1979       | 45°29′00″N 26°30′02″E / 45.48333°N 26.50056°E | Încărcați imagine | Raportați eroare |
| 24640.01.06 (Cod LMI: BC-I-s-A-00738) | Situl arheologic de la Poduri - "Dealul Ghindarului" / ansamblu anonim (Categorie: locuire civilă) (Tip: Altar funerar)                  | sat Poduri, comuna Poduri     | Dealul Ghindarului   | Cucuteni                               | 1979       | 45°29′00″N 26°30′02″E / 45.48333°N 26.50056°E | Încărcați imagine | Raportați eroare |
| 24098.01.01 (Cod LMI: BC-I-s-B-00736) | Așezarea fortificată Cucuteni de la Parincea - "Gâtul Grecului" / ansamblu anonim (Categorie: locuire civilă) (Tip: Așezare fortificată) | sat Parincea, comuna Parincea | Gâtul Grecului       | Cucuteni - Cucuteni A                  |            |                                               | Încărcați imagine | Raportați eroare |
| 24196.01.01 (Cod LMI: BC-I-s-B-00744) | Necropola tumulară Latene de la Pâncești - "Movilița" / ansamblu anonim (Categorie: descoperire funerară) (Tip: Necropolă tumulară)      | sat Pâncești, comuna Pâncești | Movilița             | geto-dacică sec. I a. Chr. - I p. Chr. |            |                                               | Încărcați imagine | Raportați eroare |
| 25914.01.01 (Cod LMI: BC-I-s-B-00739) | Necropola Latene târziu de la Prăjești - "Dealul Ponoare" / ansamblu anonim (Categorie: descoperire funerară) (Tip: Necropolă)           | sat Prăjești, comuna Prăjești | Dealul Ponoare       | sec. II - III                          |            |                                               | Încărcați imagine | Raportați eroare |
| 24695.01.01 (Cod LMI: BC-I-s-B-00740) | Așezarea fortificată Cucuteni de la Prohozești - "Siliște" / ansamblu anonim (Categorie: locuire civilă) (Tip: Așezare fortificată)      | sat Prohozești, comuna Poduri | Siliște              | Cucuteni                               |            |                                               | Încărcați imagine | Raportați eroare |
| 23699.01.01                           | Necropola carpică de la Poiana- La Podul lui Pânzaru / ansamblu anonim (Categorie: descoperire funerară) (Tip: Necropolă de incinerație) | sat Poiana, comuna Negri      | La Podul lui Pânzaru | carpică sec. II - III                  |            |                                               | Încărcați imagine | Raportați eroare |